# Tribal guarachero
Tribal guarachero, también conocido como tribal, es un género musical que mezcla técnicas y elementos de la música electrónica bailable con la cumbia y/o ciertos ritmos de géneros musicales regionales mexicanos .
El tribal guarachero a veces se le refiere como "3ball". A pesar de la similitud de la letra "b" y "v" en Español, no debe ser confundido con tribal house o tecnocumbia.

## Historia
El género se originó en la Ciudad de México entre los años 2000 y 2001, en los barrios de clase baja y media de la Ciudad de México. Después, se movió para Monterrey, Nuevo León, en el 2007 para después expandirse en Estados Unidos en el 2008. La popularidad del género llegó a su mayor punto en México y en distintas partes de Estados Unidos con una gran población de mexicanos y mexicoamericanos a principios de los años 2010. Uno de los precursores y exponentes más populares de los productores del tribal guarachero fue 3Ball MTY de Monterrey.

## Características
El tribal guarachero es una fusión de géneros que implementa elementos de la música regional mexicana, tales como la technobanda, y de géneros EDM como techno, electro house y club music . El género hace uso de un compás de 4/4, usualmente introduciéndo tresillos en cascada  y un BPM de 140 a 280.[cita requerida] También se emplean ritmos afrocubanos y sintetizadores latinos.
Durante las décadas de los 2010s y 2020s, el género comenzó a volverse popular en Colombia, emergiendo así músicos tales como Victor Cardenas, Deyvi, DJ Travesura y más. Reggaetoneros han creado tribal guarachero con mucho éxito tales como Pepas de Farruko.

## Uso
Como baile y estilo de música EDM, el tribal guarachero se suele ser utilizado en bailes solistas con un movimiento de baile único, o en grupos de baile en competencias de baile.[cita requerida] Las botas puntiagudas mexicanas a menudo son asociadas con la música tribal guarachero y se utilizan en estas competencias.